# Експлойт
Експлойт (от англ. Exploit) е софтуерен код, или поредица от команди, които се възползват от грешка, бъг или уязвимост в компютърен софтуер или хардуер, като предизвикват в тях нежелано или неочаквано поведение. В повечето случаи целта е по този начин да се придобие контрол над компютърна система, чрез :методи известни, като ескалация на привилегиите или DoS-атака.
Има няколко разновидности експлойти. По това, как един експлойт атакува системата, той може да бъде отдалечен (remote) или локален (local).
Отдалеченото изпълняване на експлойти означава, че те се изпълняват на един компютър и атакуват друг, който е в мрежата. Локалните експлойти се изпълняват (локално) на атакувания компютър.
Експлойтите, които целят „ескалация на привилегиите“ се опитват да получат достъп до root-акаунта или друг административен акаунт, който разполага с повече привилегии за контрол над системата.
След като един експлойт е „публикуван“ в интернет, той става достъпен за много хора и не след дълго уязвимостта в системата, която той използва е поправена с пач (patch) или ъпдейт (update). Поради тази причина много злонамерени кракери (Black Hats), пазят своите най-нови експлойти от навлизане в публичното пространство. Това са така наречените Zero-day експлойти (0-day exploits), и получаване на достъп до тях е една от основните цели на неопитните хакери-аматьори (Script Kiddies).